# Gołąbek słodkawy

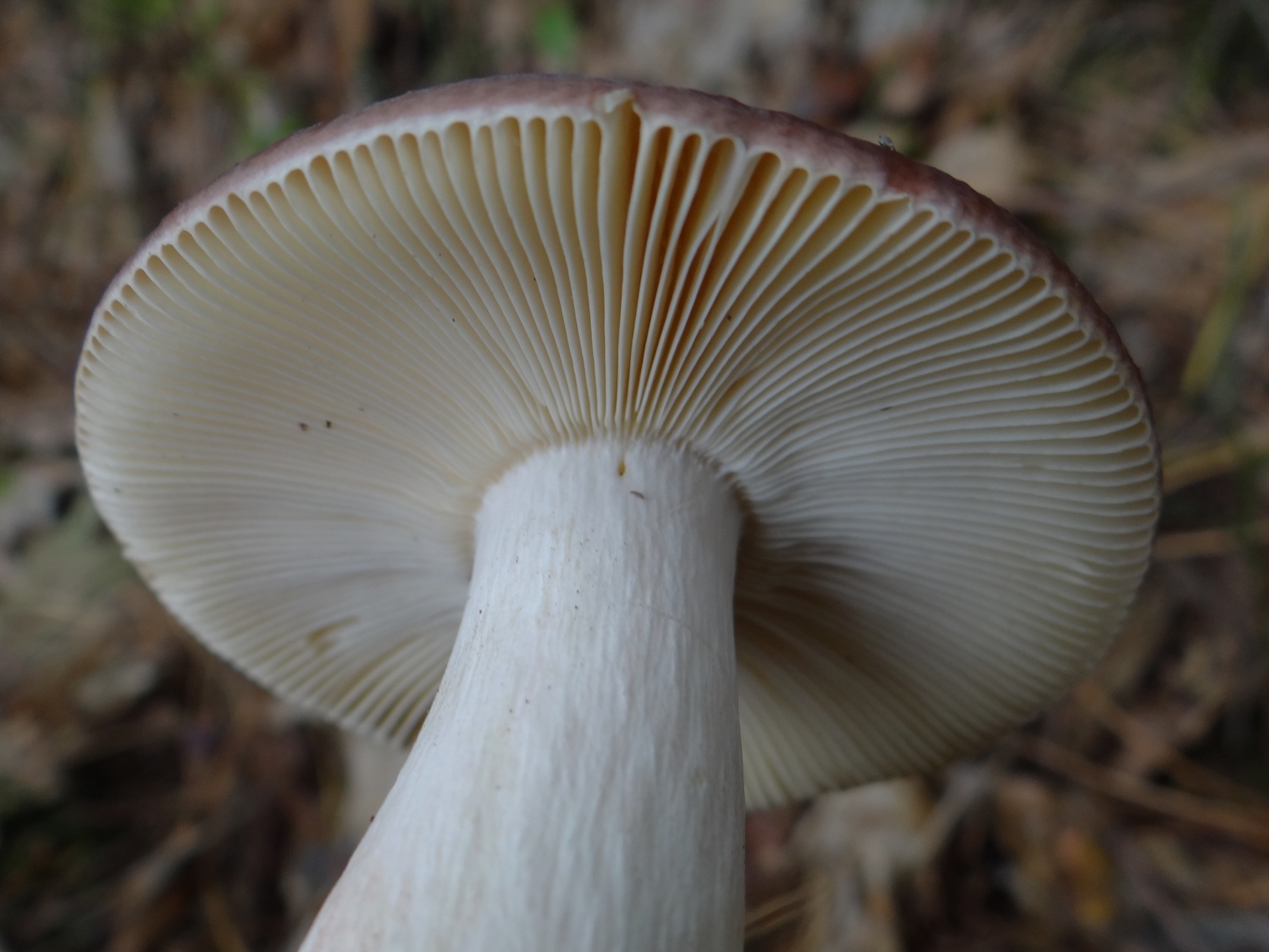

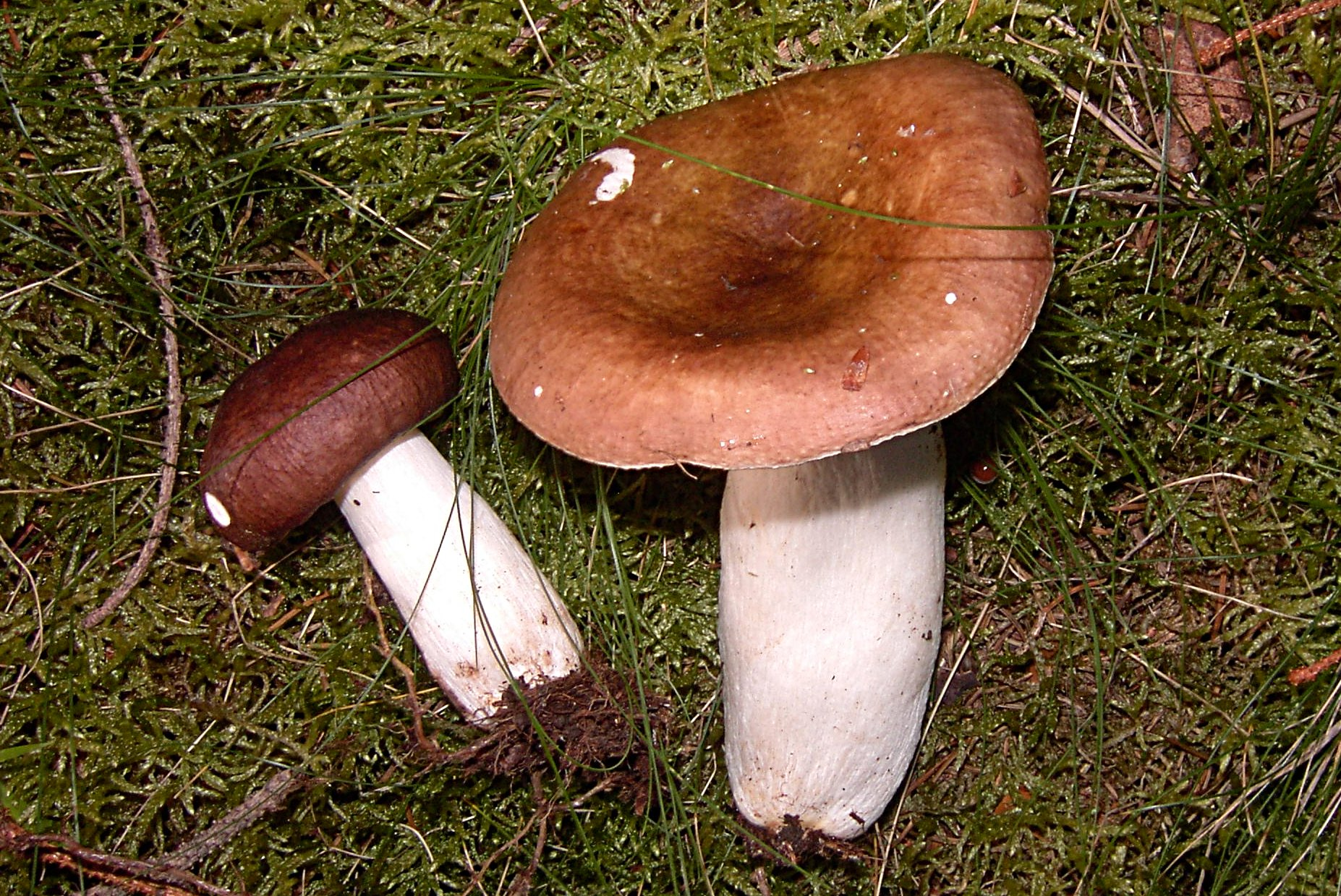

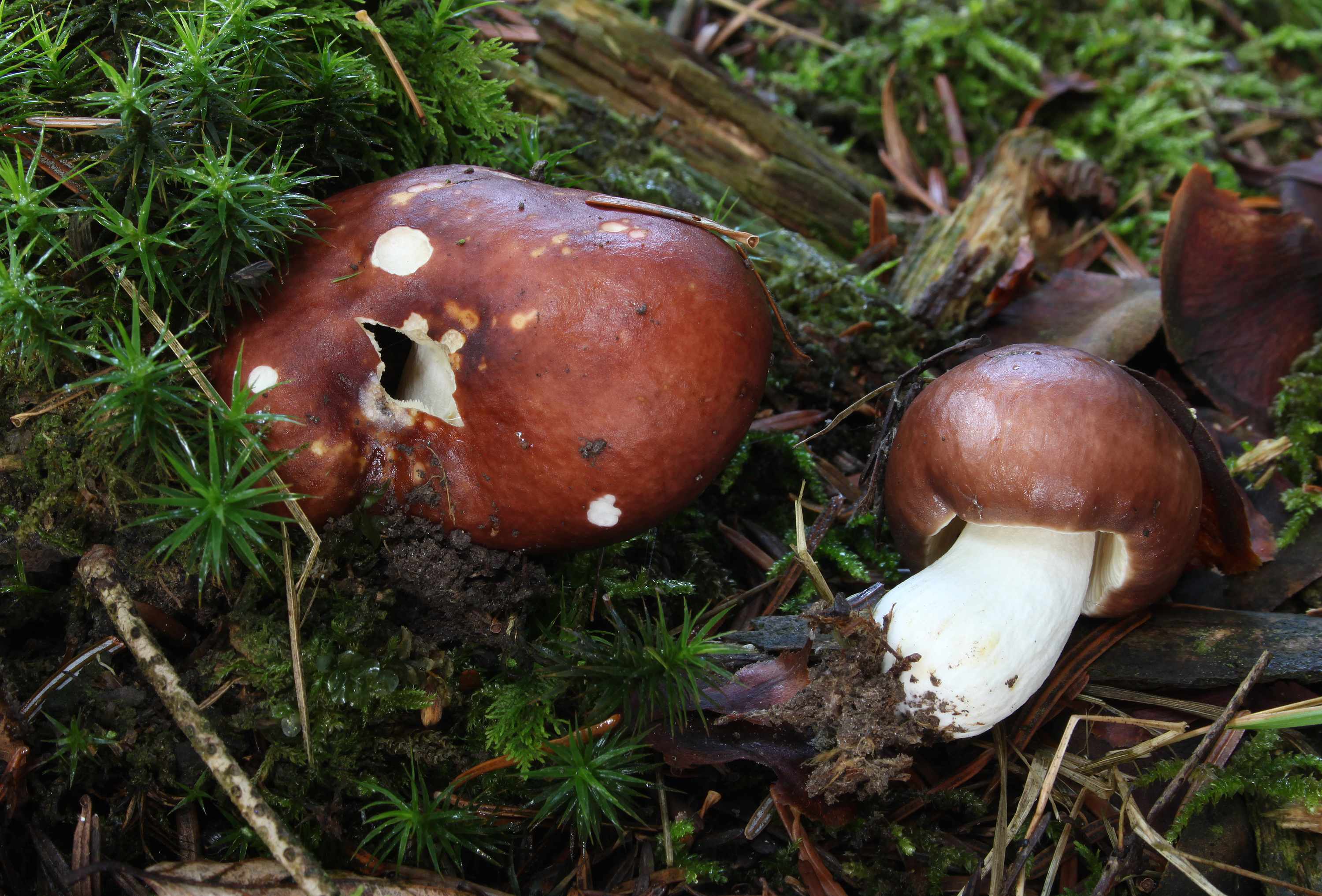

Gołąbek słodkawy (Russula integra (L.) Fr.) – gatunek grzybów należący do rodziny gołąbkowatych (Russulaceae).

## Systematyka i nazewnictwo
Pozycja w klasyfikacji: Russulaceae, Russulales, Incertae sedis, Agaricomycetes, Agaricomycotina, Basidiomycota, Fungi (według Index Fungorum).
Po raz pierwszy opisał go Karol Linneusz w 1753 r., nadając mu nazwę Agaricus integer. W 1838 r. Elias Fries przeniósł go do rodzaju Russula. Ma około 50 synonimów naukowych. Niektóre z nich:
- Russula alutacea subsp. integra (L.) Singer
- Russula gilva var. lutea (P. Karst.) J.E. Lange
- Russula phlyctidospora (Romagn.) Bon

Polską nazwę podała Alina Skirgiełło w 1991 r., w polskim piśmiennictwie mykologicznym gatunek ten opisywany był wcześniej pod nazwami: gołąbek różnobarwny, gołębiatka, syrojeszka ostra, syrojeszka gorzka, czartopłoch, serojeszka gorzka, serojeszka ostra.

## Morfologia
Kapelusz
Średnicy 3–12 cm, początkowo półkulisty, potem szeroko rozpostarty, na koniec wklęsły. Powierzchnia gładka, w stanie wilgotnym lepiąca się i błyszcząca. Barwa brązowa, brązowopurpurowa, czekoladowoczerwona, żółtobrązowa. Na środku zazwyczaj ma oliwkowe plamy lub jest ciemnopurpurowy, na starość odbarwiający się do jasnoochrowego. Brzeg często bywa karbowany i gruzełkowaty, skórka daje się ściągnąć do połowy średnicy kapelusza.
Blaszki
U młodych okazów gęste. Początkowo są białe, później żółtawe lub bladoochrowe. Brak międzyblaszek.
Trzon
Wysokość 4–8 cm, grubość 2–3 cm, u młodych okazów dołem pałkowato rozszerzony, później walcowaty. Powierzchnia biaława, często zmarszczona i dołem z żółtymi plamami.
Miąższ
Jędrny, gruby, twardy. Jest biały i tylko pod skórka nieco czerwonawy. Ma słaby, owocowy zapach i łagodny smak.
Cechy mikroskopowe
Wysyp zarodników żółty. Zarodniki o kształcie od szeroko jajowatego do kulistego i pokryte różnej wielkości brodawkami; większość jest dużych i stożkowatych. Podstawki o rozmiarach 65 × 51,5 μm. Cystydy mają rozmiar do 120 (wyjątkowo 160) × 7–13 μm, wrzecionowaty kształt i tępy koniec. Pod wpływem fuksyny na strzępkach prymordialnych i ściankach włosków powstają czerwone kropelki.
Gatunki podobne
- gołąbek brunatny (Russula badia). Jest bardzo podobny, ale niejadalny. Różni się bardzo piekącym i długotrwale utrzymującym się w ustach smakiem. Ma też bardziej czerwonawe odcienie kapelusza[4],
- gołąbek kunowy (Russula mustelina) ma również podobne ubarwienie. Jest jednak bardziej mięsisty, ma kremowe blaszki i biały wysyp zarodników. Smaczny grzyb jadalny[6]
- Russula romellii jest podobnej barwy, ale ma bardziej mięsisty i większy kapelusz, często z czerwonymi lub fioletowymi odcieniami, blaszki żółte lub pomarańczowe[6].

## Występowanie i siedlisko
Występuje w Europie, w północnej części Azji (Kaukaz, Rosja, Syberia, Daleki Wschód, Chiny, Korea i Japonia), w Ameryce Północnej, Afryce Północnej (Maroko, Algieria). W Europie występuje w większości krajów. Wschodnia granica zasięgu znajduje się na Białorusi. W Polsce jest pospolity.
Naziemny grzyb mykoryzowy występujący w lasach iglastych, szczególnie w górach i na terenach podgórskich, zwłaszcza w sąsiedztwie borówek. Owocniki wytwarza od lipca do października.

## Znaczenie
Jest jadalny, ale z powodu dużej zmienności kolorystycznej jest trudny do odróżnienia od podobnych gatunków (z których nie wszystkie są jadalne).